# Achalcerinys triclavata
Achalcerinys triclavata är en stekelart som beskrevs av Girault 1915. Achalcerinys triclavata ingår i släktet Achalcerinys och familjen sköldlussteklar. Inga underarter finns listade i Catalogue of Life.